# Nalorfina
Nalorfina – organiczny związek chemiczny, opioidowy lek przeciwbólowy o działaniu antagonistycznym na receptory μ oraz agonistycznym na receptory κ. W lecznictwie wykorzystuje się komponentę antagonistyczną w przypadkach przedawkowania morfiny i innych pochodnych fenantrenowych alkaloidów opium, a także propiramu i profadolu. Nie znosi jednak efektów przedawkowania pentazocyny i innych pochodnych benzmorfanu. Przeciwbólowe działanie agonistyczne, mimo dużej skuteczności, nie jest wykorzystywane ze względu na obserwowane objawy dysforyczne i stany senności z zawężoną świadomością. Lek ma mały potencjał uzależniający, a zespół odstawienny obserwuje się jedynie po długotrwałym stosowaniu. U osób uzależnionych od opioidów zastosowanie nalorfiny niesie ze sobą ryzyko zapaści krążeniowej.